# 上海广播电视台外语频道
上海广播电视台外语频道（简称上海外语频道），即ICS，意为“International Channel Shanghai”(有时还可以解作“I See Shanghai”)，是上海廣播電視台一套已停播的专业外语电视频道。该频道2008年1月1日取代原东视音乐频道开播，2024年后逐步架空，至2025年1月1日正式停播。频道主要以英文节目为主，少量播出日语节目。2010年之前，该频道（包括原东视音乐频道）一直挂东视的“红日海鸥”台标，表示该频道属于东方电视台；但从2010年起，上海外语频道改挂上海电视台的白玉兰台标，尽管这两家电视台实际建制已不存在。该频道一直避免提到“上海电视台”。

## 概況
上海电视台1986年起开始制播英语新闻节目，是中国电视台第一家播出外语电视节目的频道。1986年该节目开播时，时任上海市长江泽民专程录制全英贺电祝贺。
1998年10月1日，上海卫视开播，上海卫视外语中心成立，上海卫视开始播出外语节目。此前上海电视台的外语节目一直在上视二套播出。
2000年，上海卫视开始拥有自己的英语新闻节目，12：00的《午间英语新闻》（Shanghai Noon）和22：00的《十点新闻》（News at Ten），这两个节目在上视二套首播。
2002年，随着上海文广新闻传媒集团（现上海广播电视台）的成立，上视二套更名为上海电视台生活时尚频道（现上海电视台星尚频道），外语节目在生活时尚频道继续播出。
2003年10月23日，随着上海卫视更名为东方卫视，上海卫视外语中心更名为东方卫视外语中心，东方卫视（国际版）与上海电视台生活时尚频道（现上海电视台星尚频道）并机播出外语节目。
2006年，随着SMG电视新闻中心的正式启用，外语节目改到上海电视台新闻综合频道首播，东方卫视（国际版）与新闻综合频道并机播出外语节目。
2007年，上海电视台新闻综合频道的《十点新闻》（News at Ten）节目改到东方卫视（国际版）独播
2008年1月1日，原东方电视台音乐频道被取消，并置换为上海外语频道，原音乐频道资源被分配到新娱乐频道与艺术人文频道，外语节目当日起全部撤出东方卫视和上海电视台新闻综合频道。
2009年，该频道的《十点新闻》（News at Ten）提前到21：00播出并更名为《ICS新闻》（ICS News）（在SMG的节目单的名称叫英语新闻）。
2010年5月1日凌晨，该频道连同艺术人文频道一起使用上海电视台的白玉兰台标。
2011年，《午间英语新闻》（Shanghai Noon）停播，《ICS新闻》（ICS News）更名为《直播上海》（Shanghai Live）（不是东方卫视的同名节目）。
2023年12月30日，《直播上海》（Shanghai Live）停播。该频道的部分节目（如《中日新视界》、《海外路路通》）自2024年起调整到上海电视台新闻综合频道首播，该频道仅作重播。
2025年1月1日，该频道正式停播，原《ShanghaiEye》节目改为在东方卫视播出。

## 节目
注：该频道除新闻节目外全部使用中文字幕，但对于节目中的普通话对白则会使用节目原语言对应的字幕（如，《车游天下》、《洋厨房》中的普通话对白使用英文字幕，《中日新视界》中的普通话对白使用日文字幕）。
- Shanghai Eye
- 财智对话（Minds of Millionaires）
- 周末真人秀
- 海外路路通（自2024年起调整到新闻综合频道首播，该频道仅作重播）
- 环球新生活（Travel Front）
- 环球新记录（Docu View，曾在新闻综合频道播出）
- 中国新记录（China Panorama，该时段播出中国国产纪录片，主要以英语配音播出）
- 看剧学英语（Pop Top English）
- 影视总动员（High Drama，早期播出英语原声的欧美电影，自2019年开始亦会播出华语电影）
- 恋上北海道
- 中日新视界（自2024年起调整到新闻综合频道首播，该频道仅作重播）
- 车游天下（Getaway）
- 洋厨房（You Are The Chef，曾在新闻综合频道播出）
- 拳心拳意
- 午间新闻（Shanghai Noon，在节目单名称为《午间英语新闻》）
- 十点新闻（News at Ten）
- ICS新闻（ICS News，在节目单名称为《英语新闻》）
- 直播上海（Shanghai Live）
- 天天健（Fitness Planet）
- 谁与争锋
- 洋泾一大帮
- 金牌大状
- 城市节拍（City Beat）
- 极速前进：冲刺！中国（第1、2、3季）
- 白领白话
- 秀真集（Real Fun）
- 财道（Money Talks，曾为《Shanghai Live》的一个板块）

在停播前，如五星体育频道有体育赛事直播，而上海广播电视台又有其它需要直播的赛事，这些赛事有时会安排在ICS播出。

### 季播节目
- 中国面临的挑战（纪录片）

## 主持人
- 陈蕾
- 张蒙晰
- 吴四海
- 何健
- 李思哲
- 爱新觉罗·贝
- 陈璇
- 刘舒佳
- 秦忆
- 王黎欢
- 安龙（Cameron Andersen）
- Heidi Dugan
- Steven
- David Symington
- 小森步